# ミステルビアンコ
ミステルビアンコ（イタリア語: Misterbianco, シチリア語: Mustarjancu）は、イタリア共和国シチリア州カターニア県にある、人口約50,000人の基礎自治体（コムーネ）。

## 地理

### 位置・広がり

#### 隣接コムーネ
隣接するコムーネは以下の通り。
- カンポロトンド・エトネーオ
- カターニア
- モッタ・サンタナスタージア
- サン・ピエトロ・クラレンツァ

## 行政

### 分離集落
ミステルビアンコには、以下の分離集落（フラツィオーネ）がある。
- Belsito, Belvedere, Campanarazzu, Casa Landolina, Cravone, Cubba, Lineri, Madonna degli Ammalati, Montepalma, Piano Tavola, Piano del Lupo, Poggio del Lupo, Serra Inferiore, Serra Superiore